# 山中日露史

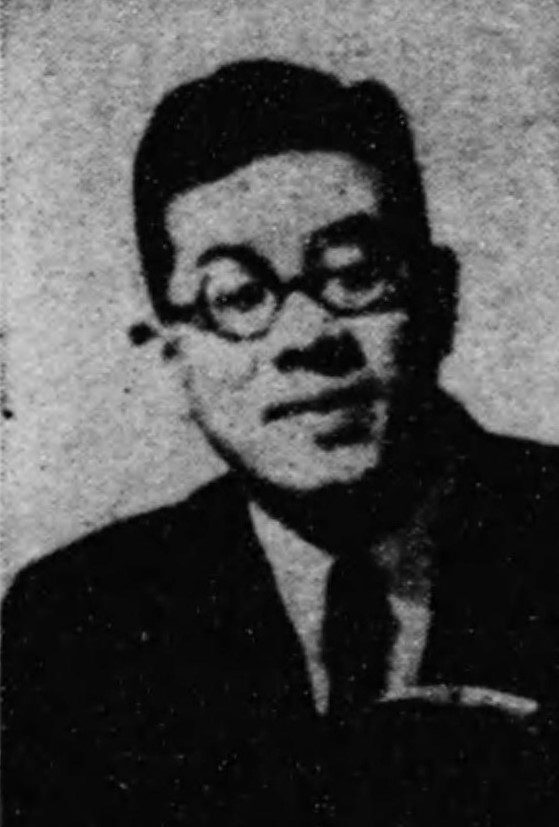
山中日露史

山中 日露史（やまなか ひろし、1906年（明治39年）2月14日 - 1971年（昭和46年）5月20日）は、昭和期の弁護士、政治家。衆議院議員、室蘭市市政功労者。

## 経歴
北海道室蘭郡室蘭町（室蘭区を経て現室蘭市）で生まれる。1927年（昭和2年）中央大学法律科を卒業し、弁護士を開業した。
室蘭市会議員（2期）、北海道会議員（2期）、同参事会員に在任した。1947年（昭和22年）4月、第23回衆議院議員総選挙で北海道第4区から日本社会党所属で出馬して当選。1949年（昭和24年）1月の第24回総選挙では落選した。第25回、第26回総選挙で当選。1955年（昭和30年）2月の第27回総選挙では次点で落選した。その後、第28回から第30回総選挙まで3回連続で当選。1967年（昭和42年）1月、第31回総選挙には出馬せず引退し、衆議院議員に通算6期在任した。
その他、北海道総合開発調査委員、家事調停委員、民事調停委員、北海道地方労働委員会長、裁判官訴追委員、北海道開発審議会委員、検察官適格審査会予備委員、裁判官弾劾裁判所裁判員、選挙制度審議会特別委員、日本社会党統制委員長代理、同綱紀粛正副委員長、同北海道日胆地区協議会議長、同室蘭支部顧問、同両院議員総会副会長、同代議士会副会長、同院内役員会副会長などを務めた。
社会党選挙制度調査特別委員長の在任中に選挙ポスターの制限に尽力した。弁護士として誠実な活動を行っていたが、口頭弁論中に病のため倒れて死去した。